# Халупи (Поморське воєводство)
Халупи (пол. Chałupy, каш. Chalëpë або Chałëpë, нім. Ceynowa або Ziegenhagen) — село в Польщі, у гміні Владиславово Пуцького повіту Поморського воєводства.